# NGC 3302
NGC 3302 ist eine linsenförmige Galaxie vom Hubble-Typ S0 im Sternbild Antlia am Südsternhimmel. Sie ist schätzungsweise 173 Millionen Lichtjahre von der Milchstraße entfernt und hat einen Durchmesser von etwa 90.000 Lj.
Das Objekt wurde am 28. Januar 1835 von John Herschel entdeckt.